# نايجل أشفورد
نايجل أشفورد (بالإنجليزية: Nigel Ashford)‏ هو عالم سياسة بريطاني، ولد في 12 فبراير 1952.